# Kahlovice
Kahlovice je vesnice, místní část města Miličín, správní obvod obce s rozšířenou působností Votice, okres Benešov, Středočeský kraj. Kahlovice leží v katastrálním území Petrovice u Miličína, součástí vesnice je i samota Kahlovická Lhota. Nadmořská výška středu zastavěného území je 540 metrů.

## Historie
První písemná zmínka o vesnici pochází z roku 1381 (Kahlowicz). K roku 1654 byly Kahlovice součástí statku Miličín Františka hraběte z Pettinku, poddaní z Kahlovic patřily miličínskému záduší v Bechyňském kraji. Kahlovická Lhota 1.díl (tj. jeden pustý selský grunt) byl součástí panství Nemyšl Františka Vilíma z Talmberka (císařský rada a komorník, přísedící komorního soudu a hejtman Kouřimského kraje, dále vlastnil panství Vlašim a Rataje). Kahlovická Lhota 2. díl (tj. jeden užívaný selský grunt) pak byl součástí statku Německé Záhoří Viléma Václava z Talmberka (císařský rada, soudce zemského a přísedící komorního soudu a hejtman kraje Vltavského byl dále majitelem panství Smilkov, Suchomasty a Prčice). Celé Kahlovice byly k roku 1757 součástí panství Mladá Vožice Františka Josefa hraběte Khuenburga, k roku 1848 pak stejného panství Karla hraběte z Khuenburga.
V letech 1850–1869 šlo pod názvem Kalovice o osadu obce Záhoří, v letech 1869–1900 byly osadou obce Lažany a v letech 1910–1930 naopak osadou obce Německé Záhoří. Vždy v tomto období však patřily do soudního okresu Mladá Vožice a okresního hejtmanství Tábor. Počátkem roku 1948 byly Kahlovice opět osadou obce Německé Záhoří, v roce 1950 však již osadou obce Záhoří u Miličína v okrese Votice. V letech 1961–1979 pak osadou obce Petrovice v okrese Benešov a od 1. ledna 1980 se spolu s Petrovicemi staly součástí Miličína.

### Vývoj počtu obyvatel a domů
K roku 1654 se udává 6 selských gruntů, z toho 2 v Kahlovické Lhotě; jeden grunt v Kahlovicích a jeden v Kahlovické Lhotě byly pusté. V roce 1757 je zde známo 6 hospodářů, z toho 1 v Kahlovické Lhotě.
| Rok  | Obyvatel | Domů |
| ---- | -------- | ---- |
| 1843 | 44       | 10   |
| 1869 | 72       | 10   |
| 1890 | 53       | 10   |
| 1910 | 47       | 9    |
| 1930 | 53       | 9    |
| 1961 | 34       | ?    |
| 1991 | 15       | 10   |
| 2001 | 24       | 9    |

1. ↑  Z toho Kahlovická Lhota 8 obyvatel a 2 domy.
2. ↑  Z toho 7 domů trvale obydleno a 3 rekreační chalupy.
3. ↑  Z toho 7 domů trvale obydleno a 1 k rekreaci.

## Vybavenost
Vesnice byla dříve farnou v Nové Vsi, poštou k roku 1893 k Mladým Vožicím a poté k Miličínu. Základní škola byla dříve v Petrovicích (1.–5. ročník) a v Miličínu (6.–9. ročník). V současnosti však již spadá se vším, včetně zdravotnictví, ale kromě fary, k Miličínu. Nejbližší prodejna smíšeného zboží, pohostinství a autobusová zastávka jsou v Petrovicích.

## Další fotografie

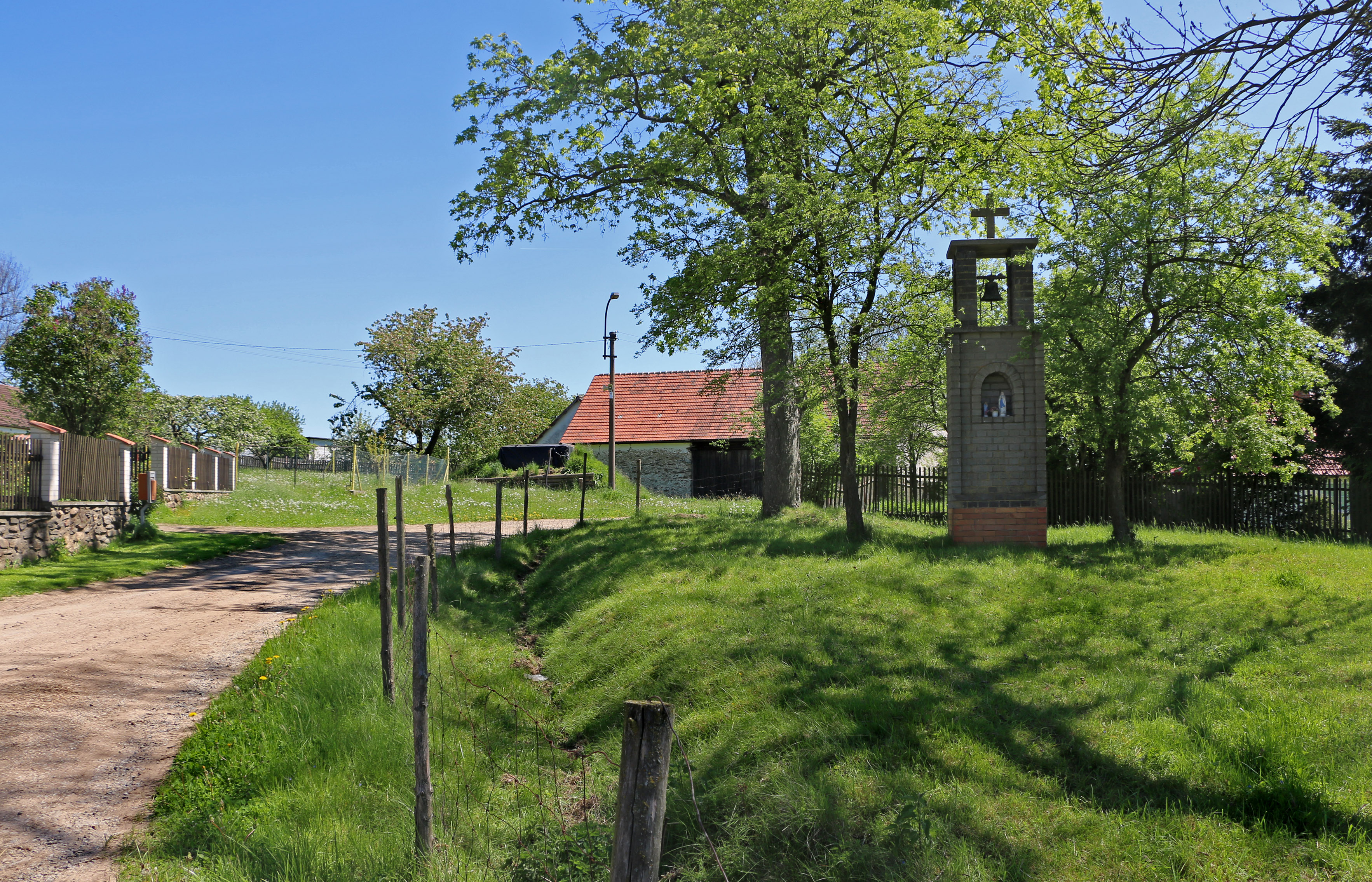
Malá náves
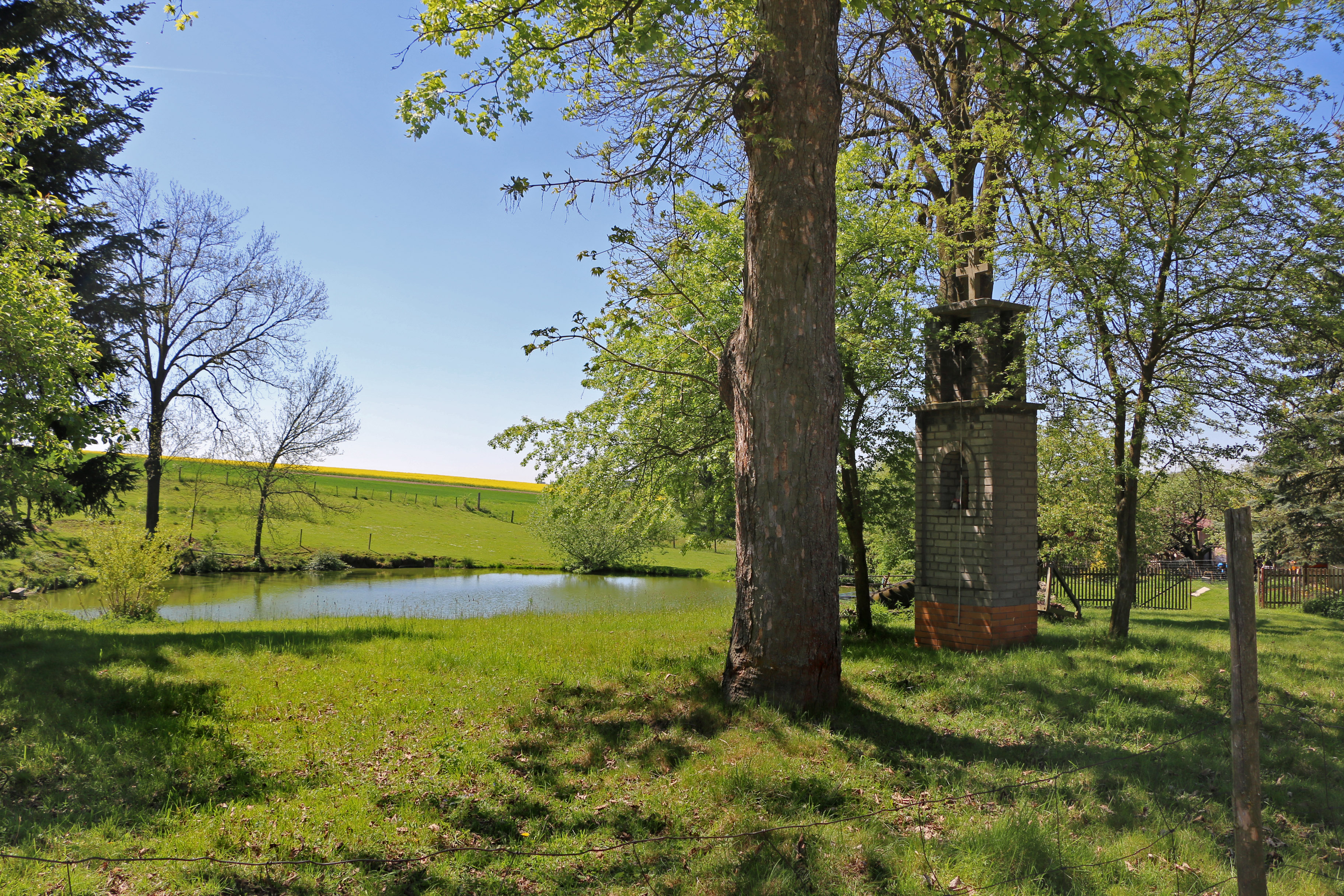
Cihlová zvonice u rybníka
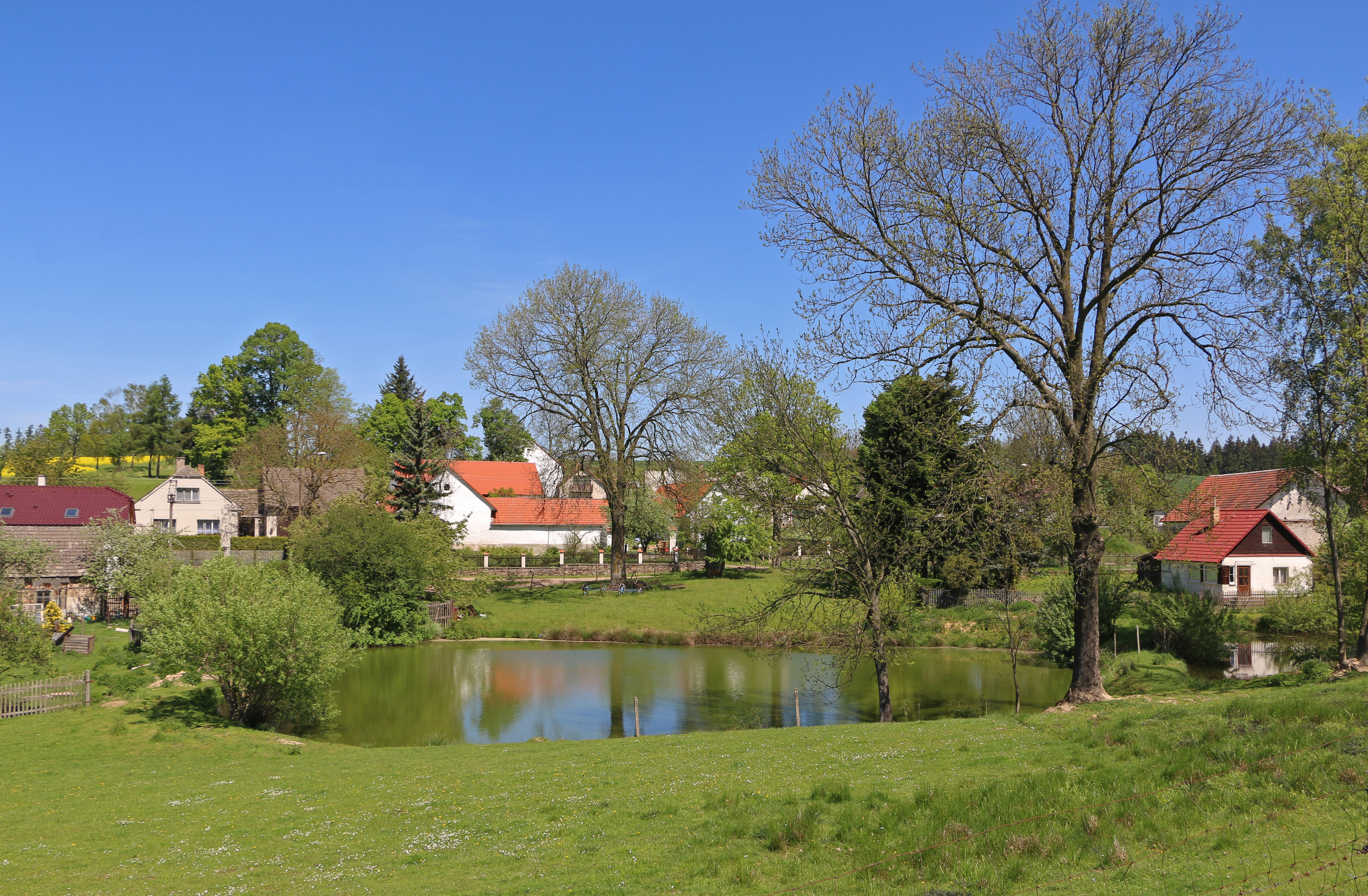
Vesnice od jihu